# Kevin Millar
Pour les articles homonymes, voir Millar.
Kevin Millar, né le 24 septembre 1971 à Los Angeles (Californie), est un joueur de premier but de baseball ayant joué dans les Ligues majeures de 1998 à 2009.

## Carrière
Jamais drafté par un club du baseball majeur, Kevin Millar amorce sa carrière dans le baseball indépendant au Minnesota avant d'attirer l'attention des Marlins de la Floride, qui le mettent sous contrat en septembre 1993. Millar joue en ligues mineures plusieurs saisons dans l'organisation des Marlins, passant sa première année complète en Triple-A en 1998 chez les Knights de Charlotte de la Ligue internationale.
Au début 1995, alors que n'est toujours pas été résolue la grève des joueurs déclenchée en août 1994 et ayant causé l'arrêt de la saison, Millar est volontaire comme joueur de remplacement pour la saison 1995 de la MLB. Le recours aux joueurs de remplacement n'est finalement pas nécessaire après résolution du conflit et reprise des activités de la ligue, mais Millar, puisqu'il était volontaire pour être briseur de grève, ne peut devenir membre de l'Association des joueurs de la Ligue majeure de baseball ni être représenté par ce syndicat.

### Marlins de la Floride
Millar, un joueur de premier but, joue son premier match dans les majeures avec les Marlins de la Floride le 11 avril 1998. À cette première partie, il réussit son premier coup sûr au plus haut niveau, un simple aux dépens de Rich Loiselle des Pirates de Pittsburgh. Après deux parties pour les Marlins, il est retourné aux ligues mineures et y passe toute l'année. Il devient un joueur régulier au niveau majeur en 1999. Son premier circuit dans les majeures fut un coup de circuit à l'intérieur du terrain le 24 mai 1999 au Wrigley Field de Chicago, face aux Cubs. Il réussit 100 coups sûrs, dont neuf circuit, en 105 matchs et totalise 65 points produits à sa première saison complète, où il frappe dans une moyenne au bâton de ,285.
Sa production est à la baisse en 2000 avec 67 coups sûrs et 42 points produits en 123 parties, mais 14 coups de circuit.
En 2001 et 2002, il délaisse le premier but alors que les Marlins l'emploient plutôt au champ extérieur. 
Il cogne 20 circuits et 39 doubles en 2001, produit 85 points en plus de présenter une moyenne au bâton de ,314 et de réussir son plus grand nombre de coups sûrs (141) jusque-là en une seule saison.
En 2002, il frappe pour ,306 avec 16 circuits et 57 points produits. Il figure dans le top 10 de la Ligue nationale pour les doubles, avec 41.

### Red Sox de Boston

#### Saison 2003
Le contrat de Millar est racheté par les Red Sox de Boston en février 2003. Il connaît à sa première année à Boston la meilleure saison de sa carrière. Redevenu joueur de premier but, avec du temps de jeu limité au champ extérieur, Millar affiche des sommets en carrière de 150 coups sûrs, 25 circuits et 96 points produits. Pour la première fois, il dispute les séries éliminatoires. Boston s'incline en Série de championnat devant les Yankees de New York, mais Millar obtient sept coups sûrs en sept parties avec une longue balle et trois points produits.

#### Saison 2004
En 2004, il hausse sa moyenne au bâton de quelques points pour flirter de nouveau avec les ,300. Il frappe pour ,297 et ajoute 18 circuits, 74 points produits et une quatrième saison consécutive d'au moins 30 doubles. Il est aussi le joueur de la Ligue américaine le plus souvent atteint par un lancer durant la saison, soit 17 fois. Il remporte la Série mondiale 2004 avec les Red Sox. En Séries de divisions où Boston balaie en trois matchs les Angels d'Anaheim, Millar affiche une moyenne au bâton de ,300 avec un coup de circuit et quatre points produits. Dans la ronde suivante, Boston effectue un ralliement sans précédent dans la Série de championnat de la Ligue américaine en perdant les trois premières parties face à leurs éternels rivaux, les Yankees de New York, avant d'aligner quatre victoires consécutives. À trois retraits de l'élimination dans le quatrième affrontement, Millar soutire un but-sur-balles au stoppeur vedette Mariano Rivera en neuvième manche pour lancer le ralliement des Sox. Il est remplacé par un coureur suppléant, Dave Roberts, qui vole le deuxième but et marque le point égalisateur.
Millar déclare, non sans faire hausser quelques sourcils, avoir créé un rituel avant le sixième match contre les Yankees où chaque joueur des Red Sox buvait du même verre une rasade de Gatorade et de Jack Daniel's. Le rituel se poursuit dans chacun des quatre matchs de la série finale contre Saint-Louis. 
En Série de championnat, Millar obtient six coups sûrs dont trois doubles face aux Yankees et produit deux points.

#### Saison 2005
Titulaire du poste de premier but des Red Sox en 2005, il obtient neuf circuits et 50 points produits en saison régulière et un coup sûr en trois présences au bâton en première ronde des séries éliminatoires, où Boston rate sa défense du titre mondial et subit l'élimination devant Chicago. Il devient agent libre à la conclusion de la saison.

### Orioles de Baltimore

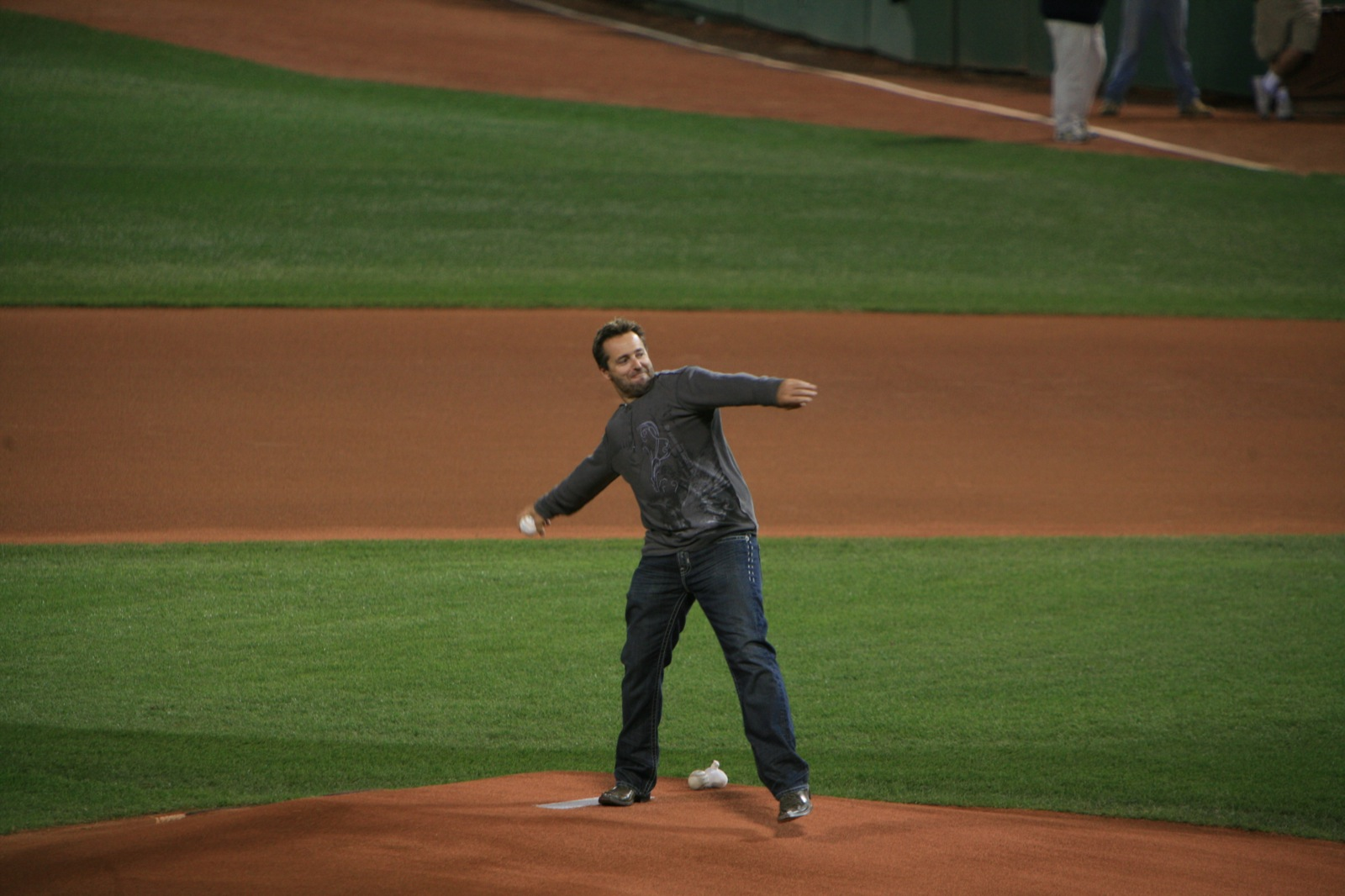
Millar effectue le lancer protocolaire avant un match de Série de championnat 2007 à Fenway Park.

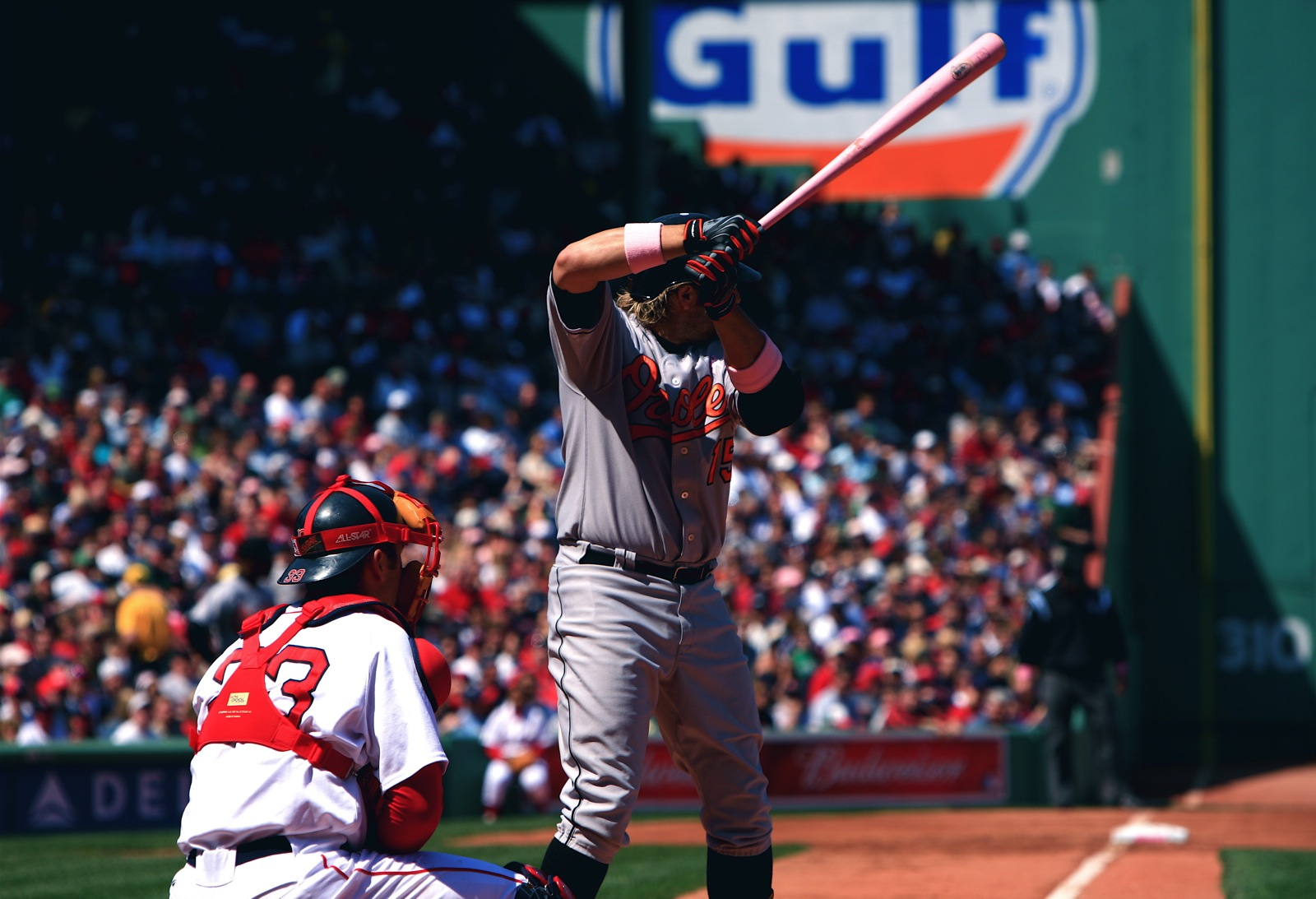
Millar utilise un bâton rose pour une activité charitable en 2007.

De 2006 à 2008, il s'aligne avec les Orioles de Baltimore, frappant au moins 15 circuits et comptant au minimum 60 points produits à chacune des trois saisons. Ses performances offensives sont en hausse à sa dernière année, 2008, à Baltimore : 20 circuits et 72 points produits.
Le 21 octobre 2007 à Fenway Park, Millar effectue le lancer protocolaire avant le septième et dernier match de la Série de championnat entre les Red Sox et les Indians de Cleveland. Il s'agit d'une scène inhabituelle, ce genre d'honneur étant habituellement réservé à un ancien joueur ou à une autre personnalité, mais à peu près jamais à un athlète évoluant toujours en Ligue majeure, pour une autre équipe de surcroît. MIllar est invité à le faire en raison de sa grande popularité auprès des partisans des Red Sox et avec la bénédiction de l'équipe avec laquelle il est toujours sous contrat à ce moment, les Orioles.

### Blue Jays de Toronto

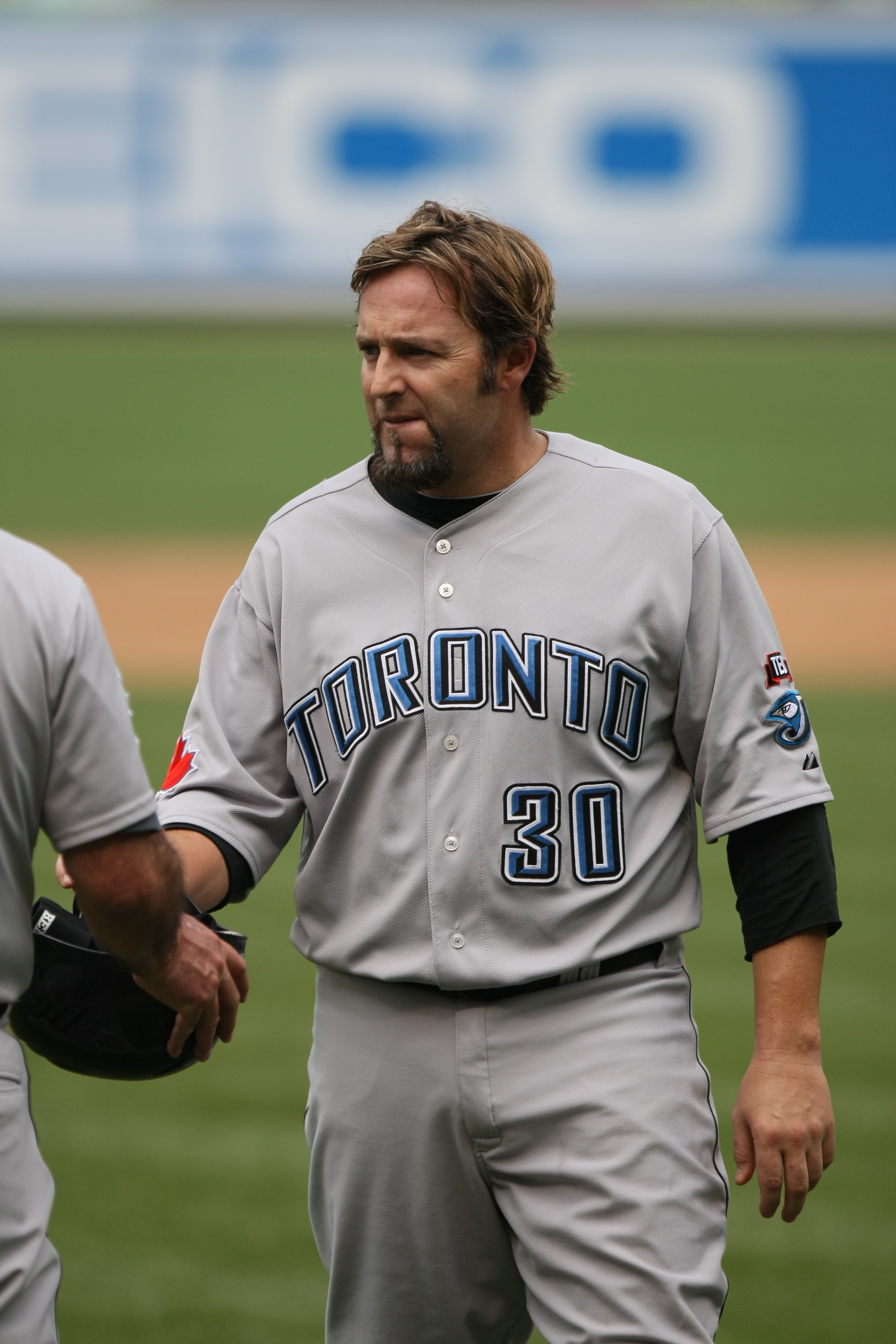
Kevin Millar avec les Blue Jays de Toronto en 2009.

En 2009, il signe un contrat des ligues mineures avec les Blue Jays de Toronto et joue 78 matchs durant la saison avec le club canadien.
Il signe un contrat avec les Cubs de Chicago au début 2010 mais est retranché de l'effectif avant le début de la saison de baseball.

### Statistiques
Kevin Millar joue 1427 matchs dans le baseball majeur, malgré son arrivée tardive à l'âge de 27 ans. Sa moyenne au bâton en carrière est à ,274 avec 1248 coups sûrs, dont 296 doubles et 170 coups de circuit. Il compte 699 points produits et 648 points marqués.

## Carrière dans les médias
En 2010, Millar se retire de la compétition et devient analyste des matchs de baseball pour le MLB Network.

## Apparitions dans les jeux vidéo
Puisque Millar ne fut jamais membre de l'Association des joueurs, il n'a pu apparaître dans des produits promotionnels autorisés par les Ligues majeures, comme les cartes de baseball où les jeux vidéo. Par conséquent, il est remplacé dans différents jeux vidéo de baseball par un personnage lui ressemblant et ayant des statistiques et habiletés comparables. Au fil des ans, Millar apparaît dans ces jeux sous une variété de pseudonymes, par exemple Kane Matthews, Kyle Morgan ou même Great Johnson.